# Red West
Robert Gene West (Bolivar (Tennessee) VS, 8 maart 1936 –  Memphis (Tennessee), 18 juli 2017) was een Amerikaans acteur.
West was een goede vriend van Elvis Presley. Hij ontmoette Elvis op de middelbare school; West zat een klas lager. Hij speelde football en deed aan boksen.
West woonde met zijn moeder in Memphis en werd uiteindelijk de persoonlijke chauffeur van Elvis. Hij reed hem in de jaren 1955 en 1956 naar verschillende plaatsen in het zuiden van de VS. Van 1956 tot 1958 zat West bij de mariniers, maar doordat hij dichtbij gestationeerd was kon hij in contact blijven met Elvis.
Op 14 augustus 1958 overleed Wests vader, van wie hij vervreemd was. Op dezelfde dag overleed de moeder van Elvis. Toen Elvis in 1960 afzwaaide, huurde hij West in als bodyguard. Naarmate Elvis meer ging verdienen deed hij West enkele auto's cadeau.
West werd tevens stuntman en verscheen gedurende de jaren 60 in zestien Elvis-films. Ook speelde hij dan kleine rolletjes. Op 1 juli 1961 trouwde West met een van Elvis' secretaresses, Pat. West bleek een man van vele talenten te zijn, want hij ging ook liedjes schrijven voor Elvis, Pat Boone, Ricky Nelson en Johnny Rivers. Ook verscheen hij in televisieseries als The Wild Wild West, Baa Baa Black Sheep en The Duke.
In 1976 werd West met twee anderen door Elvis' vader ontslagen als bodyguard. De oude Presley vond dat ze enthousiaste fans die te dichtbij kwamen te hard aanpakten. De drie schreven een boek over Elvis, dat twee weken voor zijn dood in 1977 uitkwam. Sinds die tijd werkte West aan zijn acteercarrière en liedjes schrijven.
West overleed op 81-jarige leeftijd in Baptist Hospital in Memphis.

## Filmografie
- Flaming Star (1960) - Indiaan (Niet op aftiteling)
- Wild in the Country (1961) - Hank Tyler (Glenn's broer) (Niet op aftiteling)
- Blue Hawaii (1961) - Feestganger (Niet op aftiteling)
- Follow That Dream (1962) - Bankbewaker (Niet op aftiteling)
- Girls! Girls! Girls! (1962) - Bongo-spelende man op boot (Niet op aftiteling)
- It Happened at the World's Fair (1963) - Fred (Niet op aftiteling)
- Palm Springs Weekend (1963) - Kaartspeler (Niet op aftiteling)
- Fun in Acapulco (1963) - Gast bij zwembad (Niet op aftiteling)
- Viva Las Vegas (1964) - Zoon van de Lone Star State (Niet op aftiteling)
- The Americanization of Emily (1964) - Soldaat (Niet op aftiteling)
- Roustabout (1964) - Werker op carnaval (Niet op aftiteling)
- John Goldfarb, Please Come Home! (1965) - Footballspeler (Niet op aftiteling)
- Girl Happy (1965) - Figurant in Kit Kat Club (Niet op aftiteling)
- Tickle Me (1965) - Pestkop in bar (Niet op aftiteling)
- Harum Scarum (1965) - Huurmoordenaar
- Paradise, Hawaiian Style (1966) - Rusty (Man die met Rick vecht) (Niet op aftiteling)
- Spinout (1966) - Shorty's Pit Crew (Niet op aftiteling)
- The Navy vs. the Night Monsters (1966) - Rol onbekend (Niet op aftiteling)
- Clambake (1967) - IJsverkoper (Niet op aftiteling)
- Mission: Impossible Televisieserie - Sparring Partner (Afl., The Contender: Part 1 & 2, niet op aftiteling)
- Live a Little, Love a Little (1968) - Krantenverkoper (Niet op aftiteling)
- The Wild Wild West Televisieserie - Verschillende rollen (29 afl., 1967-1969)
- Mannix Televisieserie - Arlan (Afl., Merry Go Round for Murder, 1969)
- Bigfoot (1970) - Mike
- Walking Tall (1973) - Sheriff Tanner
- Framed (1975) - Mallory
- Walking Tall Part II (1975) - Sheriff Tanner
- The Six Million Dollar Man Televisieserie - Owner (Afl., The White Lightning War, 1975)
- The Rookies Televisieserie - Wallace (Afl., Blue Movie, Blue Death, 1976)
- Baa Baa Black Sheep Televisieserie - Mechanic Sergeant Andy Micklin (Afl., Devil in the Slot, 1977|W*A*S*P*S, 1977)
- Battlestar Galactica Televisieserie - Marco (Afl., The Lost Warrior, 1978)
- The Duke Televisieserie - Sergeant Mick O'Brien (Afl. onbekend, 1979)
- The Wild Wild West Revisited (Televisiefilm, 1979) - Barfly (Niet op aftiteling)
- The Concrete Cowboys (Televisiefilm, 1979) - Sheriff
- Quincy, M.E. Televisieserie - Rol onbekend (Afl., Dead Last, 1979)
- Tenspeed and Brown Shoe Televisieserie - Rol onbekend (Afl., The Treasure of Sierra Madre Street, 1980)
- The Misadventures of Sheriff Lobo Televisieserie - Rol onbekend (Afl., Police Escort, 1980)
- Angel City (Televisiefilm, 1980) - Sud
- Coach of the Year (Televisiefilm, 1980) - Hoofdagent Turner
- The Greatest American Hero Televisieserie - Cliff (Afl., Here's Looking at You, Kid, 1981)
- Magnum, P.I. Televisieserie - Bull (Afl., All Roads Lead to Floyd, 1981)
- Quincy, M.E. Televisieserie - Trucker Harwood (Afl., Dead Stop, 1981)
- Simon & Simon Televisieserie - Frank Dawson (Afl., A Recipe for Disaster, 1981)
- The Greatest American Hero Televisieserie - Blandin (Afl., It's All Downhill from Here, 1982)
- Knight Rider (Televisiefilm, 1982) - Chauffeur in truck 41
- Will: The Autobiography of G. Gordon Liddy (Televisiefilm, 1982) - Kaworski
- Knight Rider Televisieserie - Chauffeur in truck 41 (Afl., Knight of the Phoenix: Part 2, 1982)
- The Fall Guy Televisieserie - Ace Madden (Afl., The Ives Have It, 1982)
- The Greatest American Hero Televisieserie - Charley (Afl., Desperado, 1983)
- Blood Feud (Televisiefilm, 1983) - Gewelddadige teamster
- The A-Team Televisieserie - Lt. Trask (Afl., Pros and Cons, 1983)
- The Fall Guy Televisieserie - Pete Williams (Afl., Pirates of Nashville, 1983)
- Hard Knox (Televisiefilm, 1984) - Thomas 'Top' Tuttle
- The A-Team Televisieserie - Winkelhouder Sinclair (Afl., Semi-Friendly Persuasion, 1984)
- Hardcastle and McCormick Televisieserie - Paul Connors (Afl., Scared Stiff, 1984)
- The Fall Guy Televisieserie - Wild Bill Hillman (Afl., Tailspin, 1985)
- Magnum, P.I. Televisieserie - Billy Cockrell - Heden (Afl., Let Me Hear the Music, 1985)
- The Fall Guy Televisieserie - Winnaar (Afl., Tag Team, 1986)
- Charley Hannah (Televisiefilm, 1986) - David 'OO' Buck
- The A-Team Televisieserie - Red (Afl., Waiting for Insane Wayne, 1986)
- The Twilight Zone Televisieserie - Mr. Hanson, voorman Crown (Afl., The Once and Future King, 1986)
- The A-Team Televisieserie - Brooks (Afl., Alive at Five, 1986)
- The Alamo: Thirteen Days to Glory (Televisiefilm, 1987) - Cockran
- Simon & Simon Televisieserie - Voorman Lou Harper (Afl., Ancient Echoes, 1987)
- Proud Men (Televisiefilm, 1987) - Cookie
- Houston Knights Televisieserie - Rol onbekend (Afl., Desperado, 1987)
- Once Upon a Texas Train (Televisiefilm, 1988) - Bates Boley
- Trapper County War (1989) - George
- Billy the Kid (Televisiefilm, 1989) - Rol onbekend
- Road House (1989) - Red Webster, Eigenaar Red's Auto Parts
- The Legend of Grizzly Adams (1990) - Bodine
- Hunter Televisieserie - Body Shop Man (Afl., Fatal Obsession: Part 1 & 2, 1991)
- Raw Nerve (1991) - Dave
- Prey of the Chameleon (1992) - Pritchard
- The Gun in Betty Lou's Handbag (1992) - Rechter
- From the Files of Joseph Wambaugh: A Jury of One (Televisiefilm, 1992) - Rol onbekend
- Natural Born Killers (1994) - Cowboy Sheriff
- The Expert (1995) - Rechter
- Her Hidden Truth (Televisiefilm, 1995) - Brandweerman Leon Sykes
- Felony (1996) - Chief Edwards
- The P.A.C.K. (1997) - Sheriff Charlie Stone
- The Rainmaker (1997) - Buddy Black
- I Still Know What You Did Last Summer (1998) - Paulsen
- Cookie's Fortune (1999) - Mr. Henderson
- Woman's Story (2000) - Rechter Ewing
- Above Suspicion (2000) - Officer Ward
- Vampires Anonymous (2003) - Tom Miller
- Almost Made (2004) - Red Rogers
- Forty Shades of Blue (2005) - Duigan
- Glory Road (2006) - Ross Moore

- Biblioteca Nacional de España: XX5060355
- Bibliothèque nationale de France: cb12646244x (data)
- International Standard Name Identifier: 0000 0001 1687 6267
- Library of Congress Control Number: n78000498
- MusicBrainz: 4aaf8901-28d4-48e7-bcd7-8f179fcd46bd
- Istituto Centrale per il Catalogo Unico: DDSV207146
- Virtual International Authority File: 93423454
- WorldCat: E39PBJgt9dkVHHTPJvCdPcfwmd